# Numeri Fabi Ambust
Numeri Fabi Ambust (en llatí: Numerius Fabius M. F. Q. N. Ambustus) va ser un magistrat romà. Era fill de Marc Fabi Ambust i germà de Ceso i Quint Fabi Ambust.
Va ser tribú amb potestat consolar l'any 406 aC. El 390 aC va ser ambaixador juntament amb els seus germans davant els gals que assetjaven Clúsium i el mateix any va ser altre cop tribú amb potestat consolar.